# Maihuenia
Maihuenia ist eine Pflanzengattung aus der Familie der Kakteengewächse (Cactaceae) und ist die einzige Gattung innerhalb der Unterfamilie der Maihuenioideae. Der botanische Name leitet sich von „maihuén“ ab, mit dem die Mapuche die Pflanzen bezeichnen. Sie gehört zu den C3-Pflanzen.

## Beschreibung
Die niedrig wachsenden, sprossenden Pflanzen bilden Polster bis zu mehr als einem Meter Umfang. Ihr segmentierter oder nicht segmentierter, olivgrüner, sukkulenter Stamm ist kugelförmig bis kurzzylindrisch und trägt stark reduzierte, dauerhafte, kleine Laubblätter. Sie sind kegelförmig bis linear und im Querschnitt rund. Aus den zahlreichen, kleinen Areolen mit seidenartigen Haaren entspringen für gewöhnlich drei weiße bis braune Dornen, die an der Spitze etwas dunkler sind. Der Mitteldorn, der auch fehlen kann, ist kräftiger als die beiden Randdornen.
Die weißen oder gelben, einzelnen Blüten sind endständig mit einer ausgebreiteten Blütenhülle. Sie öffnen sich am Tag. Die Blüten sind 3 bis 4 (selten 2,5 bis 5) Zentimeter lang und erreichen einen Durchmesser von 4 bis 6 (selten 2,5 bis 6) Zentimeter.
Die fast kugelförmigen, länglichen oder keuligen Früchte sind gelb, etwas fleischig mit zahlreichen Schuppen besetzt. Sie enthalten glänzend schwarze, fast kreisrunde Samen von 3 bis 4 Millimeter Durchmesser.

## Systematik und Verbreitung
Die Gattung ist im Süden von Südamerika und dort hauptsächlich in Patagonien verbreitet.
Die ersten Pflanzen hat Eduard Friedrich Poeppig 1835 unter dem Namen Opuntia caespitosa beschrieben. Dieser Name war jedoch schon vergeben (Opuntia cespitosa Raf. (1830)) und so stammt die gültige Erstbeschreibung einer Art dieser Gattung von Ludwig Pfeiffer, der 1837 die Beschreibung von Opuntia poeppigii veröffentlichte. Die Beschreibung als eigenständige Gattung erfolgte 1883 durch Rudolph Amandus Philippi. Die Typusart ist Maihuenia poeppigii.

### Systematik nach N.Korotkova et al. (2021)
Die Gattung umfasst die folgenden Arten:
- Maihuenia patagonica (Phil.) Britton & Rose
- Maihuenia poeppigii (Otto ex Pfeiff.) F.A.C.Weber ex K.Schum.

### Systematik nach E.F.Anderson/Eggli (2005)
Zur Gattung Maihuenia zählen die folgenden Arten:
- Maihuenia patagonica (Phil.) Britton & Rose
- Maihuenia poeppigii (Otto ex Pfeiff.) Phil. ex K.Schum.

## Nachweise